# John Murray (explorateur)
Pour les articles homonymes, voir John Murray et Murray.
John Murray (Édimbourg, 1775 - 1807) est un navigateur et un explorateur écossais de l'Australie.
Il a notamment découvert les baies de Port Phillip, de Geelong et de Melbourne.

## Biographie
Il a commencé sa carrière dans la marine comme matelot en 1789. En novembre 1800, il arrive en Nouvelle-Galles du Sud sur le HMS Porpoise puis accompagne James Augustus Grant comme second sur le Lady Nelson lors de ses relevés de Jervis Bay et de Wasternport Bay et sa remontée de la Hunter River (1801). Après son retour à Sydney, Grant démissionne de son commandement, et en septembre le gouverneur Philip Gidley King nomme Murray comme lieutenant et commandant de la Lady Nelson. Il poursuit alors la cartographie de l'Australie et effectue les relevés entre Deal et les îles Erith.
Après un voyage à l'île Norfolk, Murray a été chargé de poursuivre l'exploration de la côte sud. Il part de Sydney le 12 novembre pour l'archipel Kent. Le 14 février 1802, il entre à Port Phillip pour la première fois et ancre au large de ce qui est devenu le terrain de quarantaine. 
Le 22 juillet 1802, Murray repart sur le Lady Nelson en tant que navire de ravitaillement de celui commandé par Matthew Flinders. En raison  d'un problème de calfatage, le 17 octobre au large de l'île de Cumberland, il décide de retourner à Sydney.  
Il regagne l'Angleterre en 1803. 